# チェリーブロッサムハイスクール
チェリーブロッサムハイスクールは、東京を拠点に活動していた劇団。

## 概要
通称「チェリー」。または「CBHS」。

2005年9月、柴田雄平を中心に結成。旗揚げに際し、指針に共鳴した渡部ラムと野田政虎が加入。

2006年旗揚げ。同年、荒川修寺が加入。

2007年、雪森しずくが加入。

2008年、山咲広美、池上武蔵、が加入。

2010年、もなみのりこが加入。

現在メンバーは以上の8名。

メンバーの他にも、作品ごとに出演者を募り、年に二公演ほどのペースで活動中。

「物語」を中軸に据え、「凡庸な日常に潜む非日常」と「生気躍動」をテーマに創作活動している。

作風やチェリーのカラーにとらわれず、エンターテイメントとして、もっと多くの人に発信すべく、新たな劇空間の創造を多角的に模索する。チェリーブロッサムハイスクールは、常にスマートで、新しくあることを心がけている。
2011年の『めろす』以降、在籍メンバーの客演はあったものの劇団としての活動は確認できず、現在は公式サイトと公式ツイッターが削除されている。

## 在籍メンバー
- 柴田雄平(主宰･演出家･俳優)
- 野田政虎(俳優)
- 渡部ラム(俳優)
- 荒川修寺(作家･演出家･振付家･俳優)
- 池上武蔵(俳優)
- 山咲広美(俳優)
- もなみのりこ(俳優)
- 雪森しずく(俳優)

## 公演歴
2006年
- PLAY_① 『酸素』(2006年7月28日～8月1日)＠シアターグリーンBASE THEATER

2007年
- PLAY_② 『EXPO'85』(2007年4月6日～4月8日)＠萬劇場
- PLAY_③ 『まるで算数を知らないこどもたち』(2007年8月31日～9月4日)＠ウエストエンドスタジオ

2008年
- PLAY_④ 『その夏、13月』(2008年6月27日～7月1日)＠サンモールスタジオ
- PLAY_⑤ 『アキストゼネコ』(2008年12月4日～12月9日)＠ウエストエンドスタジオ

2009年
- PLAY_⑥ 『愛妻は荒野を目指す』(2009年6月5日～6月9日)＠シアターグリーンBOX in BOX THEATER
- PLAY_⑦ 『セブンピーポー』(2009年10月28日～11月1日)＠MOMO

2010年
- PLAY_⑧ 『ヒメ』(2010年4月1日～4月4日)＠吉祥寺シアター
- PLAY_⑨ 『友達が全員死んだ』(2010年10月7日～10月11日)＠ザ･ポケット

2011年
- PLAY_⑩ 『めろす』(2011年9月10日～9月14日)＠こまばアゴラ劇場